# Хлевинский, Валерий Михайлович
Валерий Михайлович Хлевинский (14 ноября 1943, Горький — 7 января 2021, Москва) — советский и российский актёр театра и кино, театральный педагог. Народный артист Российской Федерации (2002).

## Биография
Родился 14 ноября 1943 года в Горьком (ныне — Нижний Новгород) в семье глухих родителей.
Участвовал в самодеятельности, посещал драмкружок Владимирского гарнизонного Дома офицеров.
С первого раза в школу-студию МХАТ он не поступил, вернулся во Владимир и полтора сезона отработал в драматическом театре им. А. В. Луначарского.
Окончил Школу-студию МХАТ в 1969 году (курс В. Маркова) и был принят в труппу театра «Современник», где играл в спектаклях «Пигмалион» (Дулитл), «Три товарища» (Альфонс), «Крутой маршрут» (Царевский), «Мурлин Мурло» (Михаил), «Виндзорские насмешницы» (Мистер Пейдж), «Аномалия» (Хребет).
В Театре Табакова играл роль Калошина в спектакле Александра Марина «Провинциальные анекдоты», а также купца Ахова в постановке Авангарда Леонтьева «Не всё коту масленица» по пьесе А. Островского. В 2001 году был принят в труппу МХТ им. Чехова, где участвовал в спектаклях «Белая гвардия», «Кошки-мышки», «Нули», «Последняя жертва».
Преподавал актёрское мастерство в Школе-студии МХАТ. Являлся профессором.
Скончался 7 января 2021 года в Москве на 78-м году жизни. Прощание с актёром состоялось 11 января в МХТ им. Чехова, отпевание прошло в Храме иконы Божией Матери «Знамение» в Переяславской слободе. Похоронен в тот же день на Троекуровском кладбище.

## Семья
Жена Ольга, которую он называл Оленушкой, домохозяйка. Сын Михаил, невестка Екатерина. Сестра - Вера Хлевинская, сурдопереводчик на ЦТ, затем на ОРТ.

## Творчество

### Роли в театре
- 2003 — «Последняя жертва» сценическая редакция Юрия Ерёмина по пьесе А. Н. Островского. Режиссёр: Юрий Ерёмин — Лавр Мироныч Прибытков
- 2004 — «Белая гвардия» М. А. Булгакова. Режиссёр: Сергей Женовач — Гетман Всея Украины
- 2004 — «Кошки-мышки» Иштвана Эркеня. Режиссёр: Юрий Ерёмин — Виктор Чермлени
- 2010 — «Обрыв» пьеса Адольфа Шапиро по роману Гончарова. Режиссёр: Адольф Шапиро — Савелий
- 2010 — «Яйцо» Фелисьен Марсо. Режиссёр: Магомед Чегер — Доктор, месье Бертулле
- 2011 — «Шинель» по одноимённой повести Н. В. Гоголя. Режиссёр: Антон Коваленко — Григорий Петрович, Будочник
- 2012 — «Не всё коту масленица» по одноимённой пьесе А. Н. Островского. Режиссёр: Авангард Леонтьев — Ермил Зотыч Ахов

### Фильмография
| Год  |   | Название                               | Роль                                                                    |
| ---- | - | -------------------------------------- | ----------------------------------------------------------------------- |
| 1971 | ф | Конец Любавиных                        | Егор                                                                    |
| 1971 | ф | Пой песню, поэт…                       | паромщик                                                                |
| 1971 | ф | Джентльмены удачи                      | заключённый                                                             |
| 1972 | ф | Вся королевская рать                   | Том Старк                                                               |
| 1972 | ф | Моя жизнь                              | работник Моисей                                                         |
| 1972 | ф | На дне                                 | Васька Пепел                                                            |
| 1973 | ф | Большая перемена                       | Авдотьин                                                                |
| 1973 | ф | Молчание доктора Ивенса                | Фазенда                                                                 |
| 1973 | ф | Берега                                 | Гришка                                                                  |
| 1973 | с | Вечный зов                             | Антон Савельев                                                          |
| 1975 | ф | Ольга Сергеевна                        | эпизод                                                                  |
| 1975 | ф | Следствие ведут ЗнаТоКи. Ответный удар | шофёр Воронцова Валентин                                                |
| 1975 | ф | Двенадцатая ночь (телеспектакль)       | Антонио, капитан корабля, друг Себастьяна                               |
| 1976 | ф | Собственное мнение                     | Имя персонажа не указано                                                |
| 1976 | ф | Эти непослушные сыновья                | звеньевой Данил                                                         |
| 1976 | ф | Просто Саша                            | Имя персонажа не указано                                                |
| 1982 | ф | Спешите делать добро                   | Имя персонажа не указано                                                |
| 1983 | ф | Поздняя любовь                         | Имя персонажа не указано                                                |
| 1985 | ф | Валентин и Валентина                   | Володя                                                                  |
| 1987 | ф | Наездники                              | Имя персонажа не указано                                                |
| 1989 | ф | Сувенир для прокурора                  | подполковник милиции Сергей Фёдорович                                   |
| 1990 | ф | Такси-блюз                             | Коля                                                                    |
| 1991 | ф | Кровь за кровь                         | Имя персонажа не указано                                                |
| 1992 | ф | Давайте без фокусов!                   | работник исполкома                                                      |
| 1993 | ф | Дети чугунных богов                    | родственник Игната                                                      |
| 2004 | ф | Красная площадь                        | генерал Семён Кузьмич Вигун                                             |
| 2005 | ф | МУР есть МУР-2                         | генерал-майор Пётр Петрович Есин, начальник краевого управления милиции |
| 2007 | ф | Гастролёр                              | Имя персонажа не указано                                                |
| 2009 | ф | Скелет в шкафу                         | Михаил Степанович                                                       |

## Признание и награды
- Заслуженный артист РСФСР (20 мая 1988)
- Народный артист Российской Федерации (13 марта 2002)
- Благодарность Министра культуры Российской Федерации (31 октября 2003) — за многолетнюю плодотворную творческую деятельность, за большой вклад в подготовку специалистов в сфере театрального искусства и в связи с 60-летием со дня рождения[7].